# Natasha Neri
Natasha Neri é uma jornalista, mestre em Sociologia e Antropologia pela Universidade Federal do Rio de Janeiro (UFRJ), pesquisadora nas áreas de Direitos Humanos e Justiça Criminal, e cineasta brasileira que dirigiu o documentário Auto de Resistência (2018) (Police Killing em inglês e Letal em espanhol) junto com Lula Carvalho. O filme, tendo por base as pesquisas de Neri, descreve as diferentes fases de tramitação de vários casos em que pessoas foram mortas em alegados confrontos com a polícia do Rio de Janeiro, os chamados "autos de resistência". 

## Percurso
Neri graduou-se em comunicação social na Pontifícia Universidade Católica do Rio de Janeiro em 2006, tornou-se mestre em Sociologia com concentração em Antropologia pelo Programa de Pós-Gradução em Sociologia e Antropologia (PPGSA) da Universidade Federal do Rio de Janeiro em 2009.
Trabalhou como pesquisadora do Núcleo de Estudos da Cidadania, Conflito e Violência Urbana (NECVU), da Universidade Federal do Rio de Janeiro entre 2007 e 2012.
Dedicou 10 anos à investigação de mortes policiais e é co-autora de um livro e um documentário (Auto de Resistência) sobre o tema. 
Em outubro de 2018, o documentário codirigido por Natasha Neri, Auto de Resistência, foi exibido em no Dia Internacional da Não Violência, na Casa da ONU, em Brasília (DF) no âmbito do cine-debate promovido pela Campanha Vidas Negras. Um ano depois, em outubro de 2019, o mesmo documentário foi apresentado no Festival Internacional de Cinema de Direitos Humanos em Nuremberga.

## Obra

###### Publicações
- Quanto a Polícia Mata: Homicídios por Autos de Resistência no Rio de Janeiro (2001-2011). Rio de Janeiro: Booklink, 2013. Vários autores: Michel Misse, Carolina Cristoph Grillo, César Pinheiro Teixeira, Natasha Elbas Néri. ISBN: 978-85-7729-138-0[13][14][15]
- Letalidade policial e indiferença legal: A apuração judiciária dos ‘autos de resistência' no Rio de Janeiro (2001-2011). Michel Misse, Carolina Christoph Grillo, Natasha Elbas Neri.[10]

###### Filmografia
- Documentário Auto de Resistência (2018). Codiretora com Lula Carvalho.[16][17][7][18][6]

## Reconhecimentos e Prêmios
- O documentário Auto de Resistência, codirigido por Neri e Lula Carvalho, foi eleito pelo júri oficial do festival É Tudo Verdade (São Paulo) como melhor documentário brasileiro de longa e média metragem.[19][20][21]

## Ligações Externas
- Entrevista no podcast Guilhotina, do jornal Le Monde Diplomatique Brasil
- Site do documentário Auto de Resistência
- Auto de Resistência: Genocídio à Brasileira - vídeo no Canal Curta